# Condado de Iowa (Wisconsin)
El condado de Iowa (en inglés: Iowa County, Wisconsin), fundado en 1829, es uno de 72 condados del estado estadounidense de Wisconsin. En el año 2000, el condado tenía una población de 22.780 habitantes y una densidad poblacional de 12 personas por km². La sede del condado es Dodgeville.

## Geografía
Según la Oficina del Censo, el condado tiene un área total de 1989 km² (768 mi²), de la cual 1975 km² (762,5 mi²) es tierra y 14 km² (5,4 mi²) es agua.

### Condados adyacentes
- Condado de Richland noroeste
- Condado de Sauk noreste
- Condado de Dane este
- Condado de Green sureste
- Condado de Lafayette sur
- Condado de Grant oeste

## Demografía
| 1900   | 1910   | 1920   | 1930   | 1940   | 1950   | 1960   | 1970   | 1980   | 1990   | 2000   |
| ------ | ------ | ------ | ------ | ------ | ------ | ------ | ------ | ------ | ------ | ------ |
| 23.114 | 22.497 | 21.504 | 20.039 | 20.595 | 19.610 | 19.631 | 19.306 | 19.802 | 20.150 | 22.780 |

## Localidades

### Ciudades y pueblos
- Arena
- Arena
- Avoca
- Barneveld
- Blanchardville
- Brigham
- Clyde
- Cobb
- Dodgeville
- Dodgeville
- Eden
- Highland
- Highland
- Hollandale
- Linden
- Linden
- Livingston
- Mifflin
- Mineral Point
- Mineral Point
- Montfort
- Moscow
- Muscoda parcial
- Pulaski
- Rewey
- Ridgeway
- Ridgeway
- Waldwick
- Wyoming

### Áreas no incorporadas
- Coon Rock
- Edmund
- Helena

### Principales carreteras
- U.S. Highway 18
- U.S. Highway 151
- U.S. Highway 14
- Carretera 39
- Carretera 23
- Carretera 78
- Carretera 80
- Carretera 130
- Carretera 133
- Carretera 191